# 62e Reservekorps (Wehrmacht)
Het Duitse 62e Reservekorps (Duits: Generalkommando LXII. Reservekorps) was een Duits legerkorps van de Wehrmacht tijdens de Tweede Wereldoorlog. Het korps werd ingezet in Oekraïne en Frankrijk.

## Krijgsgeschiedenis

### Oprichting
Het 62e Reservekorps werd opgericht op 15 september 1942 door “Wehrersatzinspektion I” in Berlijn in Wehrkreis III.

### Inzet
Het korps was bedoeld om de leiding op zich te nemen van Reservedivisies in Oekraïne (Wehrmachtbefehlshaber Ukraine). Het werd vanuit Berlijn op transport gezet naar Rovno, tussen 2 en 6 oktober 1942. Vanuit Doebno werd het korps ingezet voor anti-partizanen acties en om de verbindingswegen in het gebied rond Kovel en Kiev te beschermen. Hiervoor beschikte het korps over de 143e, 147e en 153e Reservedivisies. Op 15 januari 1944 werd het korps naar Zuidwest-Frankrijk getransporteerd, naar Le Bourg. Op 8 april 1944 werd het korps onder bevel gebracht van het 19e Leger. In mei werd het korps verplaatst naar Marseille. Hier ging het korps deel uitmaken van de Duitse kustverdediging. Gedurende de tijd onder het 19e Leger beschikte het korps over de 148e Reservedivisie en de 242e Infanteriedivisie.

Het 62e Reservekorps werd op 5 augustus 1944 in Zuid-Frankrijk omgedoopt naar  62e Legerkorps.

## Bovenliggende bevelslagen
| Leger                          | Legergroep       | Plaats/regio | Begin           | Eind            |
| ------------------------------ | ---------------- | ------------ | --------------- | --------------- |
| Wehrmachtsbefehlshaber Ukraine | --               | Doebno       | 6 oktober 1942  | oktober 1943    |
| Wehrmachtsbefehlshaber Ukraine | Heeresgruppe Süd | Doebno       | november 1943   | 15 januari 1944 |
| Direct onder bevel             | Heeresgruppe D   | Le Bourg     | 15 januari 1944 | 8 april 1944    |
| 19. Armee                      | Heeresgruppe D   | Le Bourg     | 8 april 1944    | 28 april 1944   |
| 19. Armee                      | Heeresgruppe G   | Marseille    | 28 april 1944   | 5 augustus 1944 |

## Commandanten
| Rang                   | Naam              | Begin             | Eind            |
| ---------------------- | ----------------- | ----------------- | --------------- |
| General der Infanterie | Ferdinand Neuling | 15 september 1942 | 5 augustus 1944 |